# Volda
Volda é uma comuna da Noruega, com 547 km² de área e 8 377 habitantes (censo de 2004).         